# Non Access Stratum
Non Access Stratum (NAS) je funkční vrstva v protokolových zásobnících pro bezdrátovou komunikaci mezi jádrem sítě a uživatelským zařízením v mobilních sítích, které jsou následníky sítě GSM – UMTS, LTE a 5G NR.
Tato vrstva slouží k řízení vytváření komunikačních relací a pro udržování kontinuální komunikace s uživatelským zařízením při jeho pohybu. Související Access Stratum (AS) zajišťuje přenos informací bezdrátovou částí sítě.
NAS lze také chápat jako protokol pro předávání zpráv mezi uživatelským zařízením (např. mobilním telefonem) a uzly jádra sítě (např. mobilní ústřednou, obslužným uzlem podpory GPRS (SGSN) nebo Mobility Management Entity), které jsou rádiovou sítí předávané transparentně. Ke zprávám NAS patří aktualizační (Update) nebo připojovací (Attach) zprávy, autentizační zprávy, zprávy pro vyžádání služeb atd. Jakmile uživatelské zařízení (UE) naváže rádiové spojení, používá jej ke komunikaci s uzly jádra za účelem koordinace služeb. Access Stratum slouží ke komunikaci mezi mobilním zařízením a rádiovou sítí zatímco NAS slouží pro komunikaci mezi mobilním zařízením a uzly jádra sítě nebo uzly jádra sítě navzájem.
Technická specifikace NAS pro LTE je v 3GPP TS 24.301, pro 5G NR v TS 24.501.

## Funkčnost
Non Access Stratum zajišťuje následující funkce:
- Mobility management: udržování konektivity a aktivních relací s uživatelské zařízení při jeho pohybu
- Správa volání
- Správa relací: vytváření, udržování a ukončování komunikačních spojů
- Správa identit